# جيم جيلمور
جيمس ستيوارت أو جيلمور الثالث (بالإنجليزية: Jim Gilmore) (ولد في 6 أكتوبر 1949) هو سياسي أمريكي والمحافظ 68 لولاية فرجينيا من العام 1988 حتى 2002.

## روابط خارجية
- جيم جيلمور على موقع IMDb (الإنجليزية)
- جيم جيلمور على موقع إن إن دي بي (الإنجليزية)